# میر هزار خان کهوسو
میر هزار خان کهوسو (زادهٔ ۳۰ سپتامبر ۱۹۲۹ – درگذشتهٔ ۲۶ ژوئن ۲۰۲۱) یک سیاست‌مدار بلوچ اهل پاکستان بود. وی از مارس تا ژوئن ۲۰۱۳ نخست‌وزیر این کشور بود.

## مرگ
کهوسو در ۲۶ ژوئن ۲۰۲۱ بر اثر سکته قلبی در سن ۹۱ سالگی درگذشت.